# Tiberiu Utan
Tiberiu Utan (n. 21 martie 1930, Văleni, Maramureș – d. 26 mai 1994, București) a fost un poet român contemporan.

## Biografie
Tatăl său fiind învățător în comuna Vinerea, viitorul poet se înscrie ca elev la Liceul Aurel Vlaicu din Orăștie, urmând aici cele 8 clase secundare. Ca elev s-a remarcat la învățătură ca și în activitățile extrașcolare: bun recitator la serbările școlii, joacă permanent în piese de teatru, echipe de dans. După terminarea liceului se înscrie la Institutul Maxim Gorki din Moscova.
Revenit în țară, lucrează la diferite redacții ale revistelor actuale, este redactor șef la Gazeta literară, iar ulterior funcționează în cadrul Editurii tineretului.
Ca poet, lirica sa cunoaște teme foarte variate. Motivul înstrăinării, al desprinderii de sat cunoaște la el o amplă dezvoltare. Plecat la studii în străinătate, Tiberiu Utan nu se simte un dezrădăcinat, nu are acel regret al omului care nu se poate adapta; el nu a rămas o entitate singuratică între oraș și sat, ci devine expresia fuziunii dintre ele.
Fiind unul din creatorii care cu un minim de limbaj transmite cu exactitate o stare afectivă sau o idee, poetul a obținut totodată o remarcabilă sugestivitate. Întâlnim la el toate virtuțile cuvintelor bine potrivite: simțul vibrației intense și scurte.
Mai multe cicluri de versuri ale poetului sunt rezultatul călătoriilor și vizitelor sale în URSS, el considerându-se un pios cercetător de itinerarii. Pe lângă acestea a scris foarte multe poeme proletcultiste, ode dedicate Partidului Comunist sau celor doi conducători, Elena și Nicolae Ceaușescu.

## Decorații
A fost decorat în 20 aprilie 1971 cu Ordinul Meritul Cultural clasa a III-a (1971) „pentru merite deosebite în opera de construire a socialismului, cu prilejul aniversării a 50 de ani de la constituirea Partidului Comunist Român”.